# Хаузен (лунный кратер)
Кратер Хаузен (лат. Hausen) — большой молодой ударный кратер в южном полушарии видимой стороны Луны. Название присвоено в честь немецкого астронома, математика и физика Христиана Августа Хаузена (1693—1743); утверждено Международным астрономическим союзом в 1961 г. Образование кратера относится к эратосфенскому периоду.

## Описание кратера

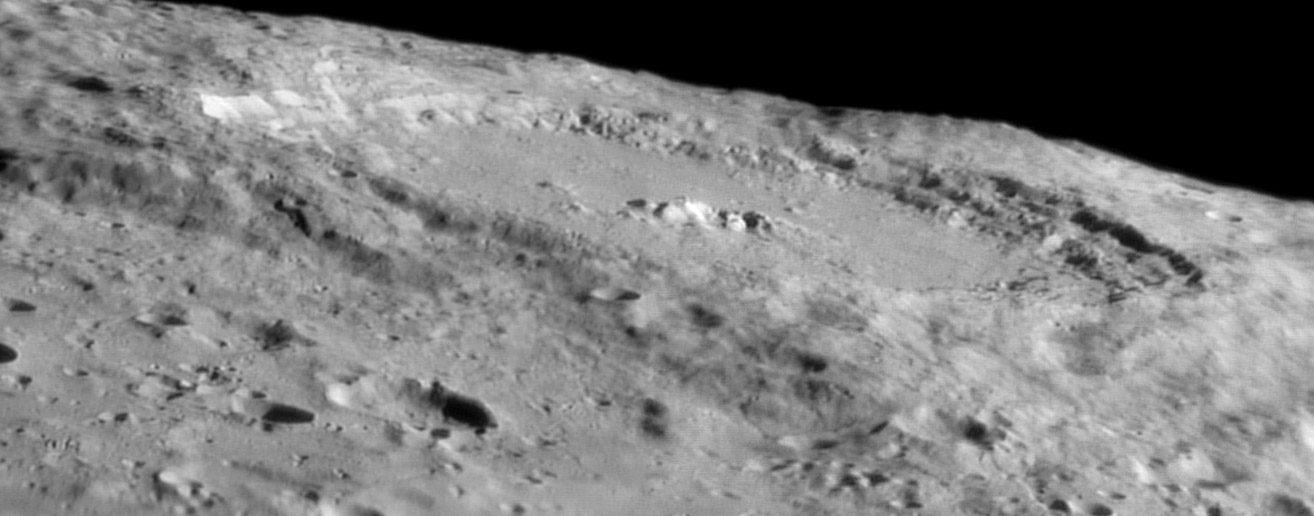
Снимок Фредерика Мальмана.

Ближайшими соседями кратера Хаузен являются кратер Пецваль на западе; кратеры Пилятр и Шапп (фр. Chappe (cratère)) на севере; кратер Байи на востоке; кратеры Лежантиль и Больцман на юге; а также кратер Дерфель на западе-юго-западе. Селенографические координаты центра кратера 65°07′ ю. ш. 88°29′ з. д. / 65,11° ю. ш. 88,49° з. д., диаметр 163,2 км, глубина 6020 м.
Кратер Хаузен имеет полигональную форму и практически не разрушен. Вал несколько сглажен, но сохранил четкие очертания, юго-западная оконечность вала перекрыта маленьким чашеобразным кратером. Внутренний склон широкий, террасовидной структуры. Высота вала над окружающей местностью достигает 1820 м.  Дно чаши пересеченное, с отдельными ровными участками, с обилием отдельно стоящих холмов и невысоких хребтов. Массивный центральный пик несколько смещен к востоку от центра кратера.
За счет своего расположения у юго-западного лимба Луны кратер при наблюдениях имеет искаженную форму, наблюдения зависят от либрации.

## Сателлитные кратеры
- Сателлитный кратер Хаузен A в 1994 г. переименован Международным астрономическим союзом в кратер Шапп (фр. Chappe (cratère)).
- Сателлитный кратер Хаузен B в 1991 г. переименован Международным астрономическим союзом в кратер Пилятр.

## См.также
- Список кратеров на Луне
- Лунный кратер
- Морфологический каталог кратеров Луны
- Планетная номенклатура
- Селенография
- Минералогия Луны
- Геология Луны
- Поздняя тяжёлая бомбардировка